# Rio Dorogna
O Rio Dorogna é um rio da Romênia, afluente do Almaş, localizado no distrito de Sălaj e Cluj.